# Генкин, Абрам Львович
Абрам Львович Генкин (30 января 1909, Орша Могилевской губернии — 4 марта 2001, Москва) — советский и российский военачальник, инженер-вице-адмирал (1964). Учёный, лауреат Сталинской премии 1952 года.

## Биография
Родился 30 января 1909 года в Орше (Белоруссия) в семье рабочего.
Окончил среднюю школу, рабфак (1927—1930), 4 курса Ленинградского электротехнического института (1930—1933), факультет связи Военно-морской академии (1933—1938), адъюнктуру (1938—1941).
С 1933 г. служил на флоте.
Ассистент кафедры радиотехники факультета связи (9.1941-10.1942), и. д. доцента кафедры телемеханики (10.1942-3.1943) ВМА. Начальник 5-го отделения 3-го отдела (март-июль 1943), зам. нач-ка отдела спец, приборов Управления связи ВМФ (7.1943-4.1945).
Участник Великой Отечественной войны. Руководил внедрением радиолокационной техники на Северном и Черноморском флотах, готовил первые группы специалистов по радиолокации.
- зам. начальника Управления радиолокации (4.1945-4.1953), отдела радиолокации (4-6.1953),
- зам. начальникака 5-го отдела ВМС — зам. нач-ка РТС (6-8.1953),
- зам. нач-ка 5-го управления ВМФ (8.1953—10.1957).
- начальник Института № 14 ВМФ (10.1957-1.1959).
- начальник 5-го управления ВМФ (1.1959-3.1970).

Инженер-контр-адмирал (1958), инженер-вице-адмирал (1964).
Уволен в отставку 30 марта 1970 года.
В 1970—2001 заведующий лабораторией прикладной океанологии Института океанологии АН СССР.
Один из организаторов создания и развития радиолокации и радиотехнических средств ВМФ. Доктор технических наук. Ученик академиков А. И. Берга и А. Н. Щукина.
Похоронен на Кунцевском кладбище.

## Награды и звания
Сталинская премия 1952 года — за исследования в области техники. Почётный радист (1957).
Награждён орденами Красного Знамени (1953), Трудового Красного Знамени (1968), Отечественной войны 1-й степени (дважды- 1945, 1985), Красной Звезды (трижды — 1945, 1949, 1963), «Знак Почёта» (1985), медалями.